# Jiří Hoskovec
Jiří Hoskovec (19. února 1933 Ústí nad Labem – 11. července 2011 Praha) byl český psycholog se širokým spektrem odborných zájmů. Patřil k předním historiografům oboru psychologie druhé poloviny 20. století a je autorem řady knih a článků z oblasti obecné i aplikované psychologie.
Psychologii vystudoval na Filozofické fakultě Univerzity Karlovy, kde také od roku 1960 pracoval v Psychologickém ústavu. Mezi lety 1972 až 1998 působil na katedře psychologie FFUK v Praze, kde se v roce 1991 stal docentem a o čtyři roky později byl jmenován profesorem.
Výzkumně se zabýval zejména dopravní a inženýrskou psychologií, psychologií práce a organizace, a hypnózou a sugescí. Výzkumně působil také na Stanfordově univerzitě v Kalifornii, kde spolupracoval s profesorem Hilgardem na výzkumu učení ve spánku.
Na základě mezinárodní spolupráce a studijních pobytů integroval západní a východní trendy psychologie.
Byl vedoucím redaktorem časopisů „Československá psychologie" (2004–2011) a „Psychologie v ekonomické praxi“ (1996–2008), který od roku 1994 vedl společně s Jiřím Štikarem.

## Dílo

### Hypnóza a sugesce
Hypnózou a sugescí se profesor Jiří Hoskovec zabýval již ve své diplomové práci na téma výzkumných metod hypnózy. Kromě odborných publikací čerpal prof. Hoskovec také z osobních zkušeností při pozorování průběhu hypnózy. Nejen to, řadu zkušeností získal i na stáži u profesora Hilgarda v USA v letech 1965 – 1966. Do USA se vypravil referovat o pokusech s hypnopedií, které v té době probíhaly v Sovětském svazu. Tuto skutečnost odráží článek Hypnopedia in the Soviet Union: A Critical Review of Recent Major Experiments vydaný v odborném periodiku The International Journal of Clinical and Experimental Hypnosis, který vznikl v průběhu Hoskovcovy stáže u profesora Hilgarda na Stanfordově univerzitě. V témže roce se prof. Hoskovec podílel také na sepsání kompletního seznamu literatury pojednávajícího o nejnovějších poznatcích v oblasti hypnózy v sovětských zemích.
Jedním ze záměrů prof. Hoskovce bylo sjednotit tehdejší vědění z oblasti hypnózy a sugesce a sdílet nejnovější poznatky mezi regiony. Právě za tímto účelem se v letech 1967 a 1987 vydal přednášet do Japonska. Upozorňoval na skutečnost, že pouze malé množství vědeckých publikací o experimentální i klinické hypnóze vědců ze Sovětského svazu bylo do té doby přeloženo do angličtiny a klade si tak za cíl zpřístupnit nejdůležitější z těchto prací také západní vědecké komunitě. Právě s touto myšlenkou vydává v roce 1967 Review of Some Major Works in Soviet Hypnotherapy.
Kromě vědeckých článků, které shrnují nejnovější poznatky o hypnóze a hypnoterapii ze Sovětského svazu v angličtině, vydal prof. Hoskovec v roce 1967 v češtině knihu Psychologie hypnózy a sugesce, do které zahrnul výsledky svého studia, ale také nejnovější světové poznatky. Kniha pojednává převážně o experimentální hypnóze, o metodice výzkumu, základních způsobech navozování hypnotického stavu a o hypnóze jako výzkumné metodě. Aplikované hypnóze je věnováno pouze několik málo stran, na kterých autor popisuje využití hypnózy v procesu učení a načrtává počátky výzkumu využití hypnózy ve sportu. Spolu se svou dcerou Simonou Hoskovcovou knihu v průběhu let několikrát aktualizoval.
Dalším tématem, kterým se prof. Hoskovec zabýval, bylo využití hypnotického stavu u zvířat jako experimentálního modelu pro hypnotický stav u lidí.
Poslední dostupný článek k tématu hypnózy je z roku 1972 a prof. Hoskovec se v něm vrací k tématu výzkumu učení ve spánku. Závěrem studie autoři uvádí, že učení v REM fázi spánku je možné, nicméně není praktické, když se participanti naučili v průměru 30% prezentovaných dvojic slov.

### Historiografie
Spolu s prof. Brožkem spolupracovali na knize J. E. Purkyně and Psychology (1987). Tato spolupráce trvala dvanáct let skrze výměnu dopisů přes Atlantik. Kromě postavy J. E. Purkyněho se věnoval životu Ewalda Heringa, Ernsta Macha, Maxe Wertheimera, T. G. Masaryka a Tomáše Štítného.

### Dopravní psychologie
Na konci 50. let, krátce po dokončení studia psychologie na FF UK, působil profesor Jiří Hoskovec ve Výzkumném ústavu bezpečnosti práce. Právě zde se zrodil jeho zájem v oblasti dopravní psychologie. Spolu s českým psychologem Jiřím Štikarem sepsal řadu knih právě na toto téma, jako například Psychologie a fyziologie řidiče (1962), Mládež a silniční doprava (1970) a Psychologie v dopravě (2003).